# Nicanor el Puntoso
Nicanor el Puntoso o Nicanor Stigmatías (en griego: Νικάνωρ Στιγματίας, Nikanōr Stigmatias) fue un célebre gramático del siglo II que vivió durante el reinado del emperador Adriano. 
De acuerdo con la Suda, procedía de Alejandría, pero según Esteban de Bizancio procedía de Hierápolis.
Según la Suda adquirió el sobrenombre de el Puntoso (Στιγματίας, Stigmatías) porque sus trabajos se centraban especialmente en la puntuación. Dedicó gran parte de su atención a la clarificación de las obras épicas de Homero mediante la puntuación, por lo que Esteban lo llamó el nuevo Homero (ὁ νέος Ὅμηρος).
También escribió sobre la puntuación de Calímaco y un trabajo llamado Sobre la puntuación en general (Περὶ καθόλου στιγμῆς).
Aparece nombrado numerosas veces en el códice Venetus A de la Ilíada de Homero.